# Jiang Wen
Jiang Wen (Tangshan, 5 de janeiro de 1963) é um ator, roteirista e cineasta chinês.